# Vendredi ou les Limbes du Pacifique
Pour les articles homonymes, voir Vendredi (homonymie).
Vendredi ou les Limbes du Pacifique est un roman de Michel Tournier publié le 15 mars 1967 aux éditions Gallimard et ayant reçu le Grand prix du roman de l'Académie française la même année. Il s'agit du premier roman publié par l'écrivain.
Vendredi ou les Limbes du Pacifique propose une variante sur le mythe de Robinson Crusoé, écrit par Daniel Defoe. Cette version met l'accent sur la relation entre le naufragé Robinson et le sauvage Vendredi.

## Résumé
Robinson Crusoé, rescapé du naufrage de La Virginie (avec Tenn le chien du commandant de bord), échoue sur une île déserte, qu'il baptise Speranza (« Espérance »).
Épuisé par la solitude et le désespoir, Robinson cède à la tentation de « la souille », le bain de boue, où il oublie sa condition d'homme et se laisse aller à la nostalgie.
Pour ne plus se rabaisser à ce niveau, Robinson décide de revenir à l'humain, en s'entourant de cérémonials dont la démesure fait le grotesque : il tente d'abord de soumettre à sa volonté d'homme les bêtes et les terres de l'île, avant de se proclamer gouverneur de l'île, et de créer tout un système de codes, de lois et de sanctions pour la régir.
Dans sa solitude il philosophe, se remémore des souvenirs d'enfance, tente de combler le vide qui l'entoure malgré la présence du chien Tenn.
Robinson traverse plusieurs périodes de réconciliation avec la nature. Lors de sa « période tellurique », il descend dans une cavité rocheuse, et devient ainsi le noyau de Speranza, son fœtus. Il quitte cette situation lorsqu'il comprend qu'il est un homme mûr, et entre alors dans une « période végétale », où il entretient une sexualité avec l'île, enfantant par là des mandragores.
Ces expérimentations ontologiques prennent fin le jour où Robinson sauve fortuitement un Indien que ses congénères avaient condamné à mort. Il le nomme Vendredi, d'après le jour de la semaine où il l'a recueilli, car ce nom n'est ni un nom d'objet, ni un nom d'homme. Il considère donc que Vendredi n'a pas tout à fait le statut d'homme, étant donné sa condition de métis. Il le bat d'ailleurs à de nombreuses reprises, notamment lorsqu'il le surprend en train d'enfanter des mandragores rayées dans la plaine où lui-même satisfait ses pulsions sexuelles.
Le jeune arrivant devient l'esclave de Robinson, lequel veille toujours à faire de son île un reflet de la civilisation occidentale.
Mais Vendredi, en fumant en cachette la pipe de son maître, provoque l'explosion de la grotte où se trouvaient quarante tonneaux de poudre à canon, détruisant ainsi toutes les constructions de Robinson. Robinson échappe à l'éboulement, mais l'équilibre fragile qu'il avait instauré vole en éclats. Les limbes peuvent se transformer en vent et en soleil, en cohésion avec la terre-mère de l'île de Speranza. Robinson devient alors l'élève de Vendredi : apprenant la liberté, il le considère à présent comme son frère. C'est le début de la troisième période de Robinson, la période « héliophane », où il s'expose au soleil et le contemple longuement.
Dans ce petit îlot perdu du Pacifique, les jeux d'amitié d'égal à égal, et le repos, deviennent le quotidien, jusqu'au jour où un navire arrive, le navire qu'avait tant espéré Robinson auparavant. Pourtant, face à ces hommes qui lui semblent dénués d'humanité, Robinson prend conscience du bonheur qu'il a connu sur l'île, et décide de demeurer sur Speranza. Mais Vendredi le quitte à son insu. L'espoir d'une nouvelle série de bonheurs renaît pour Robinson avec l'arrivée sur son île d'un petit mousse qui s'est enfui du bateau. Robinson l'initie d'abord à la contemplation du soleil, puis lui fera découvrir, on l'imagine, la vie sauvage.

## Analyse
Alors que le début de Robinson Crusoé montre une relative persistance de la domination du monde des hommes sur celui des choses, le début de Vendredi organise au contraire le « désordre des choses ». Dès l’incipit, le récit de Tournier prend ainsi ses distances avec celui de Defoe.

## Éditions
- Vendredi ou les Limbes du Pacifique, éditions Gallimard, 1967  (ISBN 2070263126).
- Vendredi ou la Vie sauvage, Gallimard, 1971, adaptation pour la jeunesse.

## Adaptations
Romain Humeau en fait une création radiophonique pour France Culture en 2015 sous le même titre, Vendredi ou les Limbes du Pacifique.